# Jeanne d’Aigremont
Jeanne d’Aigremont († 4. oder 5. Mai 1404 in Remiremont) war eine französische Benediktinerin und Äbtissin von Remiremont.

## Leben
Jeanne war die Tochter von Rainier de Choiseul, Sire d’Aigremont. Sie wurde in den Benediktinerinnenorden aufgenommen und 1396, nach dem Tod von Eléonore de Châlons, zur Äbtissin der Abtei Remiremont gewählt.

## Wirken
Bereits vor ihrer Wahl zur Äbtissin vertrat Jeanne d’Aigremont die Abtei in einer Anzahl von Prozessen. Hierbei verteidigte sie die Besitztümer der Abtei gegen verschiedene regionale Adelige und selbst gegen den eigenen Großkanzler Gérard L’Homme. Die Anerkennung des Papstes Gregor XI. erwarb sie sich bei zahlreichen Gelegenheiten. Der lothringische Herzog Johann I. bestätigte 1376 die Privilegien der Abtei und erkannte ihre Unabhängigkeit an.
Während des Abendländischen Schismas stellte sich Jeanne d’Aigremont auf die Seite des avignonesischen Papsttums. Daher erhielt sie von Benedikt XIII. 1395 eine Reihe von Privilegien, die jener Gegenpapst am 4. September 1403 noch bestätigte.